# Paxtakor-Zentral-Stadion
Das Paxtakor-Zentral-Stadion (usbekisch Paxtakor Markaziy Stadioni, russisch Центральный стадион «Пахтако́р», Zentralnyj Stadion Pachtakor) ist ein Fußballstadion mit einer Leichtathletikanlage in der usbekischen Hauptstadt Taschkent. Es ist die größte Spielstätte des Landes und dient als Nationalstadion. Neben dem Fußballverein Paxtakor Taschkent nutzt die Usbekische Fußballnationalmannschaft das Zentralstadion für ihre Spiele. Heute bietet die Sportstätte 35.000 Sitzplätze für die Besucher. 

## Geschichte
Die Anlage entstand 1956 zu Zeiten der sowjetischen Herrschaft der damaligen Usbekischen Sozialistischen Sowjetrepublik (UsSSR). Der schüsselartige Tribünenring im weiten Rund ist ohne eine Überdachung. Beleuchtet wird die Veranstaltungsstätte durch vier massive Flutlichtmasten aus Stahlrohr; die sich in das Stadion neigen. Damals war die Anlage noch mit Sitzbänken aus Holz ausgestattet. Auf der Gegentribüne liegt ein Gebäude, in dem die V.I.P.-Logen für Funktionäre des Vereins wie des Fußballverbandes untergebracht sind. Nach einer kleineren Renovierung im Jahr 1996 erfolgte 2008 eine umfassende Modernisierung des Zentralstadions. Mit dem Einbau von Kunststoffsitzen, in den Vereinsfarben blau und gelb, sank das Fassungsvermögen von 55.000 auf 35.000 Besucher. Die alte Leichtathletikanlage in Rot wich einer modernen Anlage in Hellblau. Zusätzlich erhielt das Zentralstadion unter anderem eine neue Beschallungsanlage, eine 11 Meter × 8,5 Meter große Videoleinwand, ein Pressezentrum und Konferenzraum.